# Avernus Rupes
L'Avernus Rupes è una struttura geologica della superficie di Marte.